# Choo Hoey
Choo Hoey (chinesisch 朱暉 / 朱晖, Pinyin Zhū Huī; * 20. Oktober 1934 in Palembang, Indonesien; † 11. August 2025) war ein singapurischer Dirigent chinesischer Herkunft.

## Leben und Karriere
Choo wurde als Kind chinesischer Einwanderer auf Sumatra geboren. Sein Vater ist Minnan-Chinese aus Chaozhou, seine Mutter stammt aus Nanjing. 1946 kam er mit seiner Familie nach Singapur. Nach dem Studium an der Royal Academy of Music in London debütierte er 1958 mit dem Orchestre national de Belgique. Er dirigierte eine Anzahl namhafter europäischer Orchester, darunter das London Symphony Orchestra, das London Philharmonic Orchestra, das Orchestre de la Société du Conservatoire, das Tonhalle-Orchester Zürich, das Philharmonische Orchester Oslo und das Orchestre de la Suisse Romande. In Griechenland leitete er das Athens State Orchestra (Κρατική Ορχήστρα Αθηνών), das Orchester der Griechischen Nationaloper (Εθνική Λυρική Σκηνή) und das Orchester des griechischen Rundfunks und Fernsehens.
1978 wurde er als Chefdirigent und musikalischer Direktor des Singapore Symphony Orchestra (SSO) verpflichtet, das er bis 1996 leitete und zu internationalem Erfolg führte. Daneben wirkte er weiter als Gastdirigent in Europa und arbeitete mit dem Hongkong Philharmonic Orchestra und den Chinesischen Philharmonikern in Peking. Sein Repertoire umfasst die klassische und romantische europäische Musikliteratur ebenso wie Werke asiatischer Komponisten. Zu den Solisten, die unter seiner Leitung auftraten, zählen u. a. Li Chuan Yun, Lynnette Seah, Lang Lang und Kun Woo Paik.